# Rifred
El Rifred és un riera de la conca de Calonge a Catalunya que neix a Calonge (Baix Empordà) a la confluència de la Riera de la Ganga i del Rielancs a uns 51 metres d'altitud al lloc dit El Mas Pere al Massís de les Gavarres. Tret d'uns torrents, té només dos afluents majors: S'Orinella i el Folc. Un promontori estratègic al marge del Rifred, al qual es va construir el Castell, forma el bressol de la vila de Calonge. És un riu de tipus estacional que sovint s'asseca l'estiu. Conflueix amb la Riera dels Molins al Pla de Calonge i d'ençà formen la Riera de Calonge.